# Гимн Эстонской ССР
Гимн Эстонской Советской Социалистической Республики (эст. Eesti NSV hümn) — государственный гимн Эстонской ССР в период с 1945 по 1990. Композитор — Густав Эрнесакс, автор слов —  Йоханнес Семпер. Последний был награждён в 1947 году за написание текста гимна премией Советской Эстонии.
21 июля 1956 третья строфа текста была изменена, чтобы удалить упоминания о Сталине.
8 мая 1990 года Верховный Совет ЭССР принял закон о признании недействительным наименования «Эстонская Советская Социалистическая Республика». Согласно этому закону было прекращено использование герба, флага и гимна Эстонской ССР в качестве государственных символов.
Наряду с гимнами Грузинской ССР и Карело-Финской ССР является единственным, в котором нет упоминания о России и русском народе.

## Текст гимна
| Оригинал Jää kestma, Kalevite kange rahvas, ja seisa kaljuna, me kodumaa! Ei vaibund kannatustes sinu vahvus, end läbi sajanditest murdsid sa. Ja tõusid õitsvaks sotsialismimaaks, et päikene su päevadesse paista saaks. Nüüd huuga, tehas, vili, nurmel vooga, sirp, lõika, alasile, haamer, löö! Nõukogu elu, tuksu võimsa hooga, too õnne rahvale, me tubli töö! Me Liidu rahvaste ja riike seas sa, Eesti, sammu esimeste kindlas reas! Sa kõrgel leninlikku lippu kannad ja julgelt kommunismi rada käid. Partei me sammudele suuna annab ja võidult võitudele viib ta meid. Ta kindlal juhtimisel kasva sa ja tugevaks ning kauniks saa, me kodumaa! |  | Перевод Живи, сын Калева — народ наш славный, И стой, отчизна наша, как скала. Сквозь все страдания веков бесправных Отвагу ты и доблесть пронесла. И вот зажгла социализма свет, Воспрянула в цвету для счастья и побед. Могучим колосом цветите нивы! Жни, серп, и, молот, бей, гуди, завод! В стране советской каждый будь счастливым — Упорный труд нам счастье принесёт. В союзе братском пред тобой простор — Эстония, шагай в строю своих сестёр! Ты знамя Ленина несёшь святое, Дорогой славною идёшь вперёд. Родная партия всегда с тобою — Путём побед она тебя ведёт. Расти, отчизна, на пути большом, Прекрасней и сильней будь с каждым новым днём! |  | Transliteration Zhivi syn Kaleva narod nash slavnyj I stoj otchizna nasha kak skala Skvoz' vse stradanija vekov bespravnykh Otvagu ty i doblest' pronesla I vot zazhgla sotsializma svjet Vosprjanula v tsvetu dlja schast'ja i pobed Moguchim kolosom tsvetite nivy Zhin serp i molot bej gudi zavod V strane sovetskoj kazhdyj bud' schastlivym Upornyj trud nam schast'je prinesjot V sojuze bratskom pred toboj prostor Estonija shagaj v stroju svoikh sestjor Ty znamja Lenina nesjosh' svjatoje Dorogoj slavnoju idjosh' vperjod Rodnaja partija vsegda s toboju Putjom pobed ona tebja vedjot Rasti otchizna na puti bol'shom Prekrasnej i sil'nej bud' s kazhdym novym dnjom |

## Сталинская версия
| Оригинал Jää kestma, Kalevite kange rahvas, ja seisa kaljuna, me kodumaa! Ei vaibund kannatustes sinu vahvus, end läbi sajanditest murdsid sa. Ja tõusid töötajate vabaks maaks, et päikene su päevadesse paista saaks. Nüüd huuga, tehas, vili, nurmel vooga, sirp, lõika, alasile, haamer, löö! Nõukogu elu, tuksu võimsa hooga, too õnne rahvale, me tubli töö! Me Liidu rahvaste ja riike seas sa, Eesti, sammu esimeste kindlas reas! Kui kants-nii seisavad su kodurannad, su ees vaid lainetavad laiad veed. Sa kõrgel leninlikku lippu kannad suur Stalin juhtimas su tõusuteed. Käi kindlalt, saatmas sind su önneteel me võitlusvaim ja kohkumatu mehemeel! |  | Перевод Живи, сын Калева — народ наш славный, И стой, отчизна наша, как скала. Сквозь все страдания веков бесправных Отвагу ты и доблесть пронесла. И вот страной рабочих стала ты, И воплотились в жизнь народные мечты! Могучим колосом цветите, нивы! Жни, серп, и, молот, бей, гуди, завод! В стране Советской каждый будь счастливым — Упорный труд нам счастье принесёт. В Союзе братском пред тобой простор — Эстония, шагай в строю своих сестёр! Твой берег крепкий навсегда с тобою, Вода безбрежная течёт вперёд. Ты знамя Ленина несёшь святое, Великий Сталин к счастью нас ведёт. Наш дух и ум помогут нам в пути, И нам теперь вовек с дороги не сойти! |

## Первоначальная версия
| Оригинал Jää kestma, Kalevite kange rahvas, ja seisa kaljuna, me kodumaa! Ei vaibund kannatustes sinu vahvus, end läbi sajanditest murdsid sa. Ja tõusid töötajate vabaks maaks, et päikene su päevadesse paista saaks. Töös huuga, tehas, vili, nurmel vooga, sirp, lõika, alasile, haamer, löö! Nõukogu elu, tuksu võimsa hooga, too õnne rahvale, me tubli töö! Me Liidu rahvaste ja riike seas sa, Eesti, sammu esimeste kindlas reas! Jääd rõõmus, katsumistes ikka pühaks, me kallis mereäärne sünnimaa. Mis tormid iganes su üle mühaks, ei sind need maha murda iial saa: meis põleb kustumatult võitlusteel me vapper vaim ja kohkumatu mehemeel! |  | Перевод Живи, сын Калева — народ наш славный, И стой, отчизна наша, как скала. Сквозь все страдания веков бесправных Отвагу ты и доблесть пронесла. И вот страной рабочих стала ты, И воплотились в жизнь народные мечты! Могучим колосом цветите, нивы! Жни, серп, и, молот, бей, гуди, завод! В стране Советской каждый будь счастливым — Упорный труд нам счастье принесёт. В Союзе братском пред тобой простор — Эстония, шагай в строю своих сестёр! Осталась ты счастливой через годы, Водой омытая земля моя. Пусть над тобой бушует непогода: Ей никогда уж не сломить тебя! Бесстрашный дух наш навсегда с тобой — Он освещает гордо путь наш боевой! |

## В современной культуре
В 2001 году группа Meie Mees выпустила альбом «Pööning põleb» с гимном ЭССР, текст которого был снова переписан и содержал упоминания о Евросоюзе, а не о Советском Союзе.